# Vivianne Fock Tave

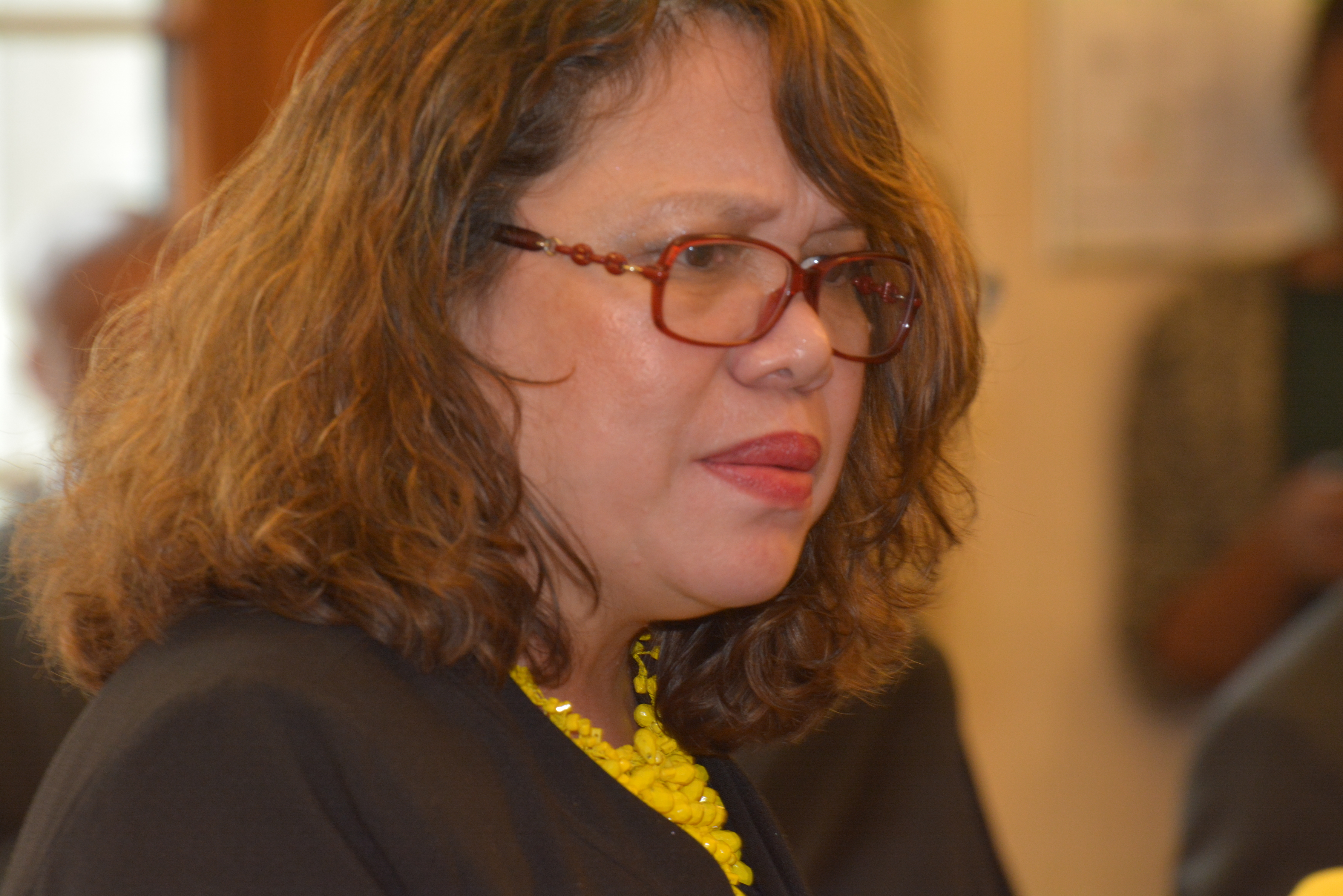
Vivianne Fock Tave beim Treffen des General Council der WTO im Dezember 2014

Vivianne Simone Fock Tave ist eine leitende Beamte in den Seychellen. Sie ist Principal Secretary für Außenangelegenheiten im Außen- und Tourismusministerium. Sie ist die Tochter von Gontran Fock Tave und Agnezina Fock Tave (née Belle).

## Karriere
Im Jahr 2015 wurde sie Botschafterin in der Volksrepublik China.
Im Jahr 2010 wurde sie als Botschafterin in den Niederlanden und Luxemburg akkreditiert. Im Jahr 2012 wurde sie die erste Botschafterin der Seychellen in Ungarn.
Sie war die Botschafterin der Seychellen in Belgien und der Europäischen Union. Sie war auch Botschafterin der Seychellen beim Heiligen Stuhl und ist die erste Frau als Botschafterin der Seychellen. Sie spricht Seychellenkreol, Englisch, Deutsch und Französisch.